# Агентно-оријентисано програмирање
Агентно-оријентисано програмирање (АОП) је парадигма програмирања где је изградња софтвера фокусирана на концепту софтверских агената. За разлику од објектно-оријентисаног програмирања која има објекте (пружање метода са променљивим параметрима) у својој сржи, за АОП је екстерно одређивање агената (са интерфејсом и могућностима порука) у његовој сржи. Они се могу посматрати као апстракција објеката. Дописивања се тумаче примањем "агената", на неки специфичан начин за своју класу агената.

## Историја
Историјски концепт агенто-оријентисаног програмирања и идеје за центрирање свог софтвера око концепта агента први пут је употребио Јоав Шоам у својим студијама вештачке интелигенције, 1990. Његови агенти су специфични за парадигме јер имају само једну методу, са једним параметром. По Шоавом раду из 1990. године основна разлика између АОП-а и ООП-а:
... агенто-оријентисано програмирање (АОП), које се може посматрати као специјализација објектно-оријентисаног програмирања. ...
|                                                | OOП                                  | AOП                                                |
| ---------------------------------------------- | ------------------------------------ | -------------------------------------------------- |
| Основна јединица                               | објекат                              | агент                                              |
| Параметри који дефинишу стање основне јединице | слободан                             | веровања, обавезе, способности, избори....         |
| Процес рачунања                                | пребацивање порука и одговори метода | пребацивање порука и одговори метода               |
| Врсте порука                                   | слободан                             | обавештења, захтеви, понуду, обећања, одбијања.... |
| Ограничења о методама                          | један                                | искреност, конзистентност....                      |

## Оквири
Постоји више АОП оквира који се називају агент платформе које спроводе парадигме програмирања Схохам екипе. Следећи примери илуструју како се програмира основни агенс као Поздрав светског програма.

### ЈАДЕ
За Јава-платформе један од оквира је Јаде (https://web.archive.org/web/20100621141053/http://jade.tilab.com/). Овде је основни пример  агента који ради код
```
package
 
helloworld
;

import
 
jade.core.Agent
;

public
 
class
 
Hello
 
extends
 
Agent
 
{

	
protected
 
void
 
setup

 
{

		
System
.
out
.
println
(
"Здраво свете. "
);

		
System
.
out
.
println
(
"Моје име је "
+
 
getLocalName
);

	
}

	
public
 
Hello

 
{

		
System
.
out
.
println
(
"Конструктор зове"
);

	
}

}

```

У сржи Јаде АОП модела је да његов Апликациони програмски интерфејс подржава стандардне ФИПА Агент комуникационе Језике

### Агент Говори (Џејсон)
За буквалан превод агенто-оријентисаних концепата у шеме unobfuscated као што је Јаде, иза Јаве и објектно Orientedness, агент Говори(Џејсон) даје "природан" језик за агената.
```
	
started
.

	
+
started
 
<-
 
.
print
(
"Здраво свете. "
).

```

### САРЛ језик
Сарл (Сарл вебсајт) обезбеђује основне апстракције за кодирање мултиагент система. Он користи скрипте попут синтакси (инспирисане Скали и Руби).
```
package
 
helloworld

import
 
io.sarl.core.Initialize

agent
 
HelloWorldAgent
 
{

        
on
 
Initialize
 
{
	

             
println
(
"Hello World."
)

        
}

}

```

## Посредничко
Један од начина да се спроведе модуларна или проширива АОП подршка је да се дефинишу стандардне АОП АПИс посредничке функције које се саме имплементирају ка софтверским агентима. На пример, директоријум услуга може се спровести као FIPA-е директоријум помагач или DF софтвер заступник; Управљање животног циклуса за почетак, престати, прекинути и обновити агената који може да се имплементира као FIPA-е агент за управљање услуга или АМС агент. Корист од АОП приступа је да се подржи више динамичких улога између различитих корисника и пружаоца услуга и апликација, мрежа. На пример, традиционално, мрежа и услуге су углавном управљале мрежама и услугама у име купца и понуда као један виртуелни мрежни сервис, али купци и сами постају овлашћени да интегришу и управљају својим услугама. Ово се може постићи путем АОП-а и АПИ-а да посредничка средства могу флексибилно и динамички управљати комуникацијама.